# Лукашенко Андрій Володимирович
Андрій Володимирович Лукашенко (11 червня 1978, Полтава, УРСР)— доктор медичних наук, український лікар-онколог, оперуючий хірург, науковець, заступник директора Національного інституту раку (Україна) з наукової роботи.

## Біографія
Народився 11 червня 1978 року у місті Полтава, Україна.
У 2001р. закінчив навчання в Українській медичній стоматологічній академії за напрямком «Лікувальна справа» та отримав кваліфікацію лікар.
У 2002 року закінчив інтернатуру за фахом «Онкологія», Національна медична академія післядипломної освіти ім. П.Л.Шупика МОЗ України.
У 2005р. отримав спеціалізацію онкохірургія в Національній медичній академії післядипломної освіти ім. ПЛ.Шупика МОЗ України.
з 2006 по 2020 рік пройшов навчання та отримав спеціалізацію за 8 напрямами. Зокрема ендоскопія, загальна хірургія, ультразвукова діагностика, судинна хірургія, гепатопанкреатобіліарна хірургія, гастроінтестинальна хірургія, комплексна відкрита хірургія, лапароскопічна хірургія.
Проходив навчання та стажування у Asklepios Klinik Barmbek (Німеччина), Yonsei University College of Medicine (Південна Корея), Johnson & Johnson Institute (Німеччина), Allegheny General Hospital (США), Uppsala University Hospital (Швеція).

## Наукова діяльність
Автор більше 200 наукових статей, 46 патентів, 3 монографій.
Лікар має численні публікації в журналі «Клінічна онкологія», який є авторитетним науковим виданням у сфері онкології в Україні.

### Наукові публікації в міжнародних журналах
ESMO Annals of Oncology, European Journal of Surgical Oncology, An American Society of Clinical Oncology journal.
Ініціатор запуску в Україні загальнонаціональної програми скринінгу колоректального раку.
У 2006 році захистив дисертацію «Внутрішньоартеріальна хіміотерапія в консервативному лікуванні хворих на рак стравоходу та рак шлунка з поширенням на стравохід» на здобуття наукового ступеню Кандидата медичних наук за фахом Онкологія.
2017 року захистив дисертацію «Оптимізація хірургічного лікування злоякісних пухлин підшлункової залози та пухлин периампулярної зони» на здобуття наукового ступеню Доктора медичних наук за фахом Онкологія.
В 2021 році нагороджений Грамотою Верховної Ради «За заслуги перед Українським народом». Крім того, за свою багаторічну працю та значний внесок у розвиток медицини він отримав численні інші нагороди та відзнаки.

### Клінічні дослідження
Андрій Володимирович активно бере участь у клінічних дослідженнях. Він виступає головним дослідником та співдослідником у численних дослідженнях III фази, що охоплюють широкий спектр патологій, таких як недрібноклітинний рак легень, гепатоцелюлярний рак, нирково-клітинна карцинома, рак молочної залози, шлунку та колоректальний рак.

### Членство в асоціаціях
- З 2002 — Українська спілка онкологів;
- З 2006 — Європейська асоціація онкологів (ESMO);
- З 2008 — Міжнародна асоціація раку шлунка (IGCA);
- З 2012 — Міжнародна асоціація гепато-панкреато-біліарних хірургів (IHPBA);
- З 2012 — Американська асоціація клінічних онкологів (ASCO);
- З 2014 — Європейська асоціація онкохірургів (ESSO);[13]
- З 2015 — Президент Української асоціації онкохірургів (USSO).[14]

## Професійна діяльність
- 2001—2002 — Онкохірург у Полтавському обласному клінічному онкологічному диспансері.
- 2002—2008 — Онкохірург у відділенні пухлин органів грудної порожнини Інституту онкології АМН України.
- 2008—2009 — Науковий співробітник відділення пухлин органів черевної порожнини та заочеревинного простору Національного інституту раку МОЗ України.
- 2009—2013 — Старший науковий співробітник відділення пухлин органів черевної порожнини та заочеревинного простору Національний інститут раку МОЗ України.
- 2013—2014 — Провідний науковий співробітник відділення пухлин органів черевної порожнини та заочеревинного простору Національний інститут раку МОЗ України.
- 2014—2016 — Хірург-онколог відділення пухлин органів черевної порожнини та заочеревинного простору Національного інституту раку МОЗ України.
- 2016—Завідувач науково-дослідного відділення пухлин органів черевної порожнини та заочеревинного простору Національного інституту раку МОЗ України.
- 2016—2020— Завідувач відділення малоінвазивної, ендоскопічної хірургії та інтервенційної радіології Національного інституту раку МОЗ України.
- 2018—2021—Заступник директора з організаційно-методичної роботи Національного інституту раку МОЗ України.
- 2020—2022—Завідувач науково-дослідного відділення пухлин органів черевної порожнини та заочеревинного простору Національного інституту раку МОЗ України.
- З 2021 року — Заступник директора з наукової роботи Національного інституту раку МОЗ України.

## Просвітницька діяльність
- 2015—2016— Викладач за тематикою «Онкологія та онкологічна діяльність» у Фундації науковців та освітян.

- 2017—2018— Асистент кафедри онкології Національного медичного університету імені О.О.Богомольця.

- 2023 —Професор кафедри хірургії, анестезіології та інтенсивної терапії післядипломної освіти Інституту післядипломної освіти Національного медичного університету імені О.О. Богомольця.